# Jutta Urpilainen
Jutta Urpilainen (Lapua, 4 agosto 1975) è una politica finlandese, già leader del Partito Socialdemocratico Finlandese e ministro delle Finanze nel governo Katainen dal 2011 al 2014, dal dicembre 2019 Commissario europeo per i partenariati internazionali con la presidenza Ursula von der Leyen.

## Biografia
Nata a Lapua, Ostrobotnia meridionale, e figlia dell'ex deputato Kari Urpilainen, studia all'Università di Jyväskylä  dove si diploma in educazione nel 2002. Lavora come insegnante scolastica fino alla sua elezione in Parlamento. Presidente dei Giovani federalisti europei di Finlandia nel 2001, è membro del consiglio comunale di Kokkola dal 2001. Nel 2002 realizza un CD dei suoi canti natalizi.  
Urpilainen è membro del parlamento per la circoscrizione di Vaasa dal 2003. Fa parte della commissione parlamentare per l'istruzione e la cultura e della commissione finanze.  È anche membro del Consiglio consultivo dell'Istituto finlandese per gli affari internazionali. 
Eletta presidente del partito socialdemocratico nel giugno 2008, succede all'ex vice primo ministro e ministro delle finanze Eero Heinäluoma. Vince al secondo scrutinio, sconfiggendo l'ex ministro degli Esteri Erkki Tuomioja per 218 voti contro 132. Dopo le elezioni parlamentari del 2011, in cui l'SDP diventa il secondo partito, Urpilainen è nominata Ministro delle finanze e Vice primo ministro nel gabinetto guidato da Jyrki Katainen. 
Urpilainen cerca un altro mandato come presidente del partito socialdemocratico nel maggio 2014 ma viene sconfitta da Antti Rinne che ottiene 257 voti contro 243. In giugno si dimette da ministro delle finanze. 
Si candida alle elezioni parlamentari del 2015 nel collegio di Vaasa ed è eletta con quasi 11.600 voti. Si ripresenta nelle elezioni parlamentari del 2019 ed è rieletta nello stesso collegio con 11.007 voti.

## Vita privata
È sposata dal 2006 con Juha Mustonen del Ministero degli Affari esteri. Nel marzo 2016 i due hanno adottato un figlio di un anno dalla Colombia e Urpilainen ha lasciato il lavoro parlamentare per il resto dell'anno per prendersi cura del bambino; nell'agosto 2016 si è anche dimessa dalla presidenza del Consiglio di Kokkola per motivi familiari.